# جون هربرت كروفورد
جون هربرت كروفورد (بالإنجليزية: John Herbert Crawford)‏ هو سياسي كندي، ولد في 2 نوفمبر 1843، وتوفي في 1882. انتخب عضو الجمعية التشريعية لنيو برونزويك ‏.